# Comté de Monroe (Michigan)
Pour les articles homonymes, voir Comté de Monroe.
Le comté de Monroe (Monroe County en anglais) est situé à l'extrême sud-est de la 
péninsule inférieure de l'État du Michigan, sur le lac Érié et la frontière de l'État d'Ohio. Son siège est à la ville de Monroe. Selon le recensement de 2000, sa population est de 145 945 habitants. Le comté est nommé pour James Monroe, l'ancien président des États-Unis.
La centrale nucléaire Enrico Fermi est située dans le nord du comté.

## Géographie

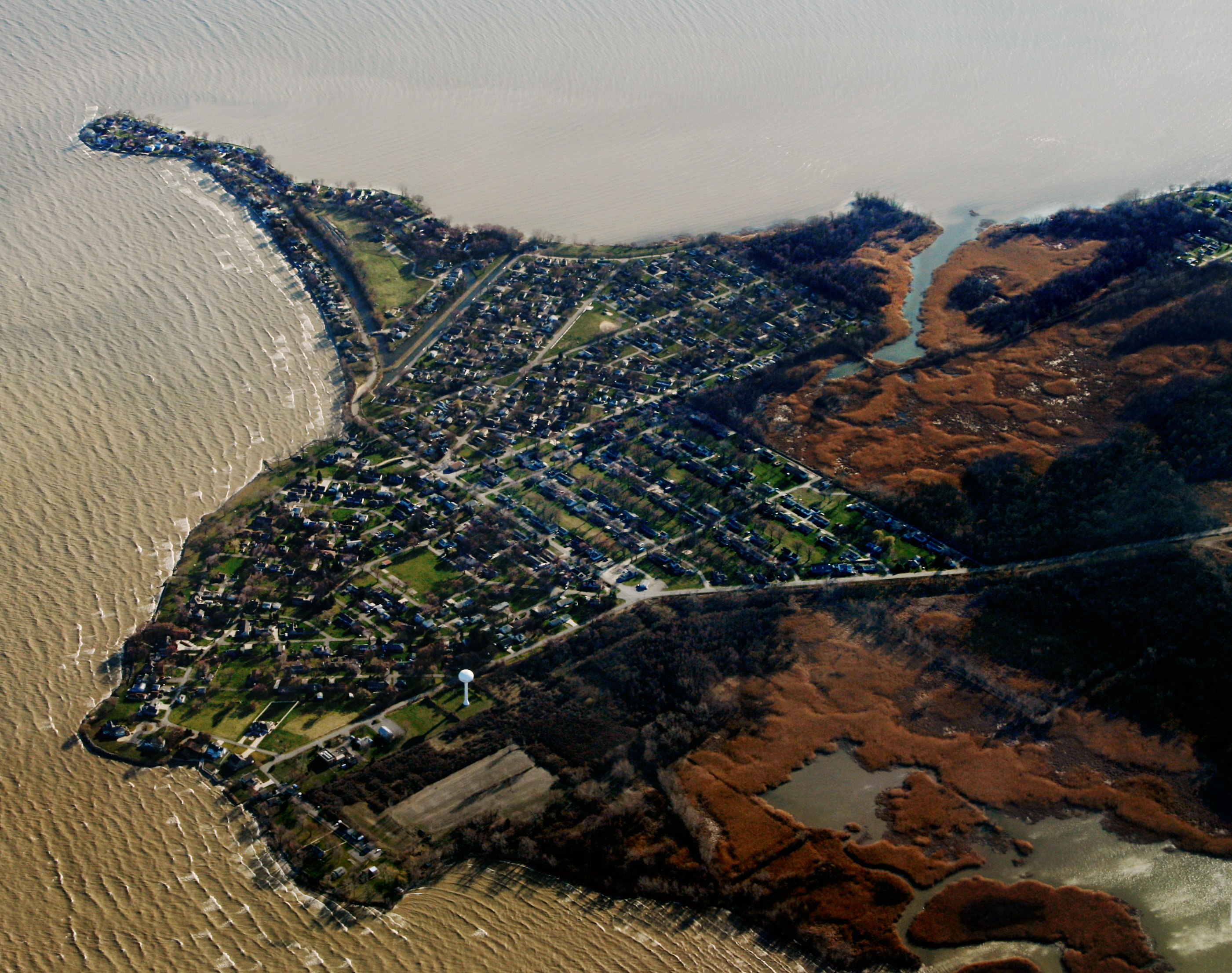
Stony Point.

Le comté a une superficie de 1 761 km2, dont 1 427 km2 est de terre.

### Comtés adjacents
- Comté de Washtenaw (nord-ouest)
- Comté de Wayne (nord-est)
- Comté de Lenawee (ouest)
- Comté d'Essex, Ontario, Canada (est)
- Comté de Lucas, Ohio (sud)